# Chikkenahalli, Channapatna
Chikkenahalli là một làng thuộc tehsil Channapatna, huyện Ramanagara, bang Karnataka, Ấn Độ.